# (400081) 2006 SS301
(400081) 2006 SS301 es un asteroide perteneciente al cinturón de asteroides, descubierto el 26 de septiembre de 2006 por el equipo del Catalina Sky Survey desde el Catalina Sky Survey, Arizona, Estados Unidos.

## Designación y nombre
Designado provisionalmente como 2006 SS301.

## Características orbitales
2006 SS301 está situado a una distancia media del Sol de 2,601 ua, pudiendo alejarse hasta 3,421 ua y acercarse hasta 1,780 ua. Su excentricidad es 0,315 y la inclinación orbital 13,57 grados. Emplea 1532,22 días en completar una órbita alrededor del Sol.

## Características físicas
La magnitud absoluta de 2006 SS301 es 17,1.